# Gucin (przystanek kolejowy)
Gucin – zamknięty 1 kwietnia 1993 roku przystanek osobowy w Gucinie na linii kolejowej nr 34, w województwie mazowieckim, w Polsce.